# LeAnn Rimes
Margaret LeAnn Rimes  (Jackson, Misisipi, 28 de agosto de 1982) es una cantautora de música country y actriz estadounidense. Fue ganadora del premio Grammy, como Artista Revelación del Año, a los 14 años de edad, convirtiéndose en la más joven artista de la música en ganar un Grammy. Aunque Rimes saltó a la fama como cantante de country con el álbum Blue (concretamente, con la canción del mismo nombre), posteriores discos se han visto influenciados por otros géneros, como el pop, rock o R&B, si bien ha continuado lanzando álbumes más puramente country cada cierto tiempo, o ha combinado todos estos géneros en un mismo trabajo.

## Biografía
Nacida en Jackson (Misisipi), pero creciendo en Garland (Texas), LeAnn comenzó a cantar siendo una niña, presentándose a todos los concursos locales de jóvenes talentos. Con 11 años, edita su primer álbum para un sello independiente, Nor Va Jak. 
Ese mismo año, Bill Mack, un DJ de Dallas y promotor de discos, escucha a Rimes e, impresionado por su talento, decide ayudarla y comienzan a trabajar en un disco. La piedra angular del plan de Mack era una canción llamada "Blue" que él había escrito en los años 1960. Mack sostenía que había escrito el tema para Patsy Cline, pero ella había muerto antes de grabarlo. 
Durante 1995, la carrera de Rimes continuó ascendiendo, realizando más de cien conciertos y apareciendo en las televisiones de Texas. Mack arregla un contrato con Curb Records y sería este sello el que editaría el sencillo "Blue", bajo el reclamo de que el DJ había esperado más de treinta años para encontrar a la vocalista idónea. Lo cierto es que esto era toda una exageración, "Blue" había sido grabado por al menos tres artistas diferentes. 
Sin embargo, el rumor corrió por todo el país, llegando a la prensa musical, que incluyó en el mito el hecho de que Rimes era la sucesora de Cline. "Blue" y el álbum del mismo nombre que le acompañó se convirtió en uno de los éxitos más grandes del verano de 1996. Como ya lo hicieran Tanya Tucker y Brenda Lee antes que ella, consiguió éxito con el sencillo de presentación siendo no más que una adolescente. 

### Carrera
En 1996, LeAnn debuta con el disco Blue. Su voz muy parecida a la de Patsy Cline y el hecho de que LeAnn Rimes editó este álbum con tan solo 13 años de edad llamaron la atención de los seguidores del country en todo Estados Unidos. El álbum vendió más de seis millones en el país, siendo uno de los discos más vendidos de 1996.
En 1997, con 14 años de edad, es galardonada con el prestigioso premio Grammy, como Artista Revelación del Año, convirtiéndose en la persona más joven en la historia de la música en ganar un Grammy. 
En septiembre de 1997, publica su segundo álbum de estudio You Light Of My Life: Inspirational Songs, el cual debuta directamente en el número uno en el listado Billboard 200, y se convierte en uno de los discos más vendidos del año. Del disco se desprende el sencillo "How Do I Live", que tuvo enorme éxito mundial, vendiendo solo en Estados Unidos más de tres millones de ejemplares. En el 2009, la canción fue ubicada en el cuarto lugar en el listado Hot 100 de todos los tiempos.
En 1999 fue invitada especial del programa de televisión Divas Live in New York ´99, cantando su sencillo "How Do I Live", haciendo un dueto especial con Elton John y compartiendo el escenario con leyendas de la música, como Whitney Houston, Cher, Tina Turner, Brandy y Chaka Khan, entre otras. 
En 2000 participa con cuatro canciones en la banda sonora de la película Coyote Ugly (El Bar Coyote, en España). Su tema "Can't Fight the Moonlight" representa un momento álgido de la película.

## Vida personal
Blue debutó en el número tres de las listas, vendiendo alrededor de 123 mil copias solo en su primera semana. Leann Rimes sale nominada para los premios Country Music Association Horizon y CMA como Mejor Cantante Country, siendo la cantante más joven de la historia en conseguir una nominación para la CMA, aunque no llegó a conseguir el premio.
Después de dos discos que no llegaron a cuajar en 1997 (Unchained Melody: The Early Years y You Light Up My Life: Inspirational Songs) su siguiente disco relevante sería el editado en el año 1998 Sittin' on Top of the World con el que comenzaría a desvincularse del sonido country.
En el 2003 se editó un recopilatorio de 19 canciones que van del country al pop, dos de ellas inéditas y la última una versión del clásico navideño Silent Night.
En el 2007, fue elegida por Bon Jovi para interpretar en dúo la canción Till We ain't Strangers Anymore.
En 2009 comenzó un romance con Eddie Cibrian, su coprotagonista en la película Northern Lights. Se casaron en 2011 y en 2014 protagonizaron su reality show en VH1, LeAnn and Eddie.
Su último disco, God's Work recibió excelentes críticas, así como sus sencillos Spaceship e Innocent. En 2022, la cantante pospuso algunas de las fechas de su gira Joy: The Holiday Show debido a una hemorragia en sus cuerdas vocales.

## Discografía

### Álbumes
- 1996: Blue
- 1997: You Light Up My Life: Inspirational Songs
- 1998: Sittin' on Top of the World
- 1999: LeAnn Rimes
- 2002: Twisted Angel
- 2004: What a Wonderful World
- 2005: This Woman
- 2006: Whatever We Wanna
- 2007: Family
- 2011: Lady and Gentlemen
- 2013: Spitfire
- 2015: Today is Christmas
- 2016: Remmants
- 2020: Chant: The Human & The Holy
- 2022: God's Work

## Sencillos
- Blue
- One Way Ticket (Because I Can)
- Unchained Melody
- Put A Little Holiday In Your Heart
- God Bless America
- Can't Fight The Moonlight
- Nothin' Better To Do

## Filmografía

### Televisión
| Año  | Película            | Función |
| ---- | ------------------- | ------- |
| 2018 | It's Christmas, Eve | Eve     |